# Baía
Baía es una localidad caboverdiana del municipio de São Domingos.

## Geografía
La localidad está situada en la isla de Santiago.

## Organización territorial
La localidad abarca los lugares y barrios de:
- Achada Baixo
- Achada Riba
- Castelinho
- Covão Santana
- Lem da Veiga